# Илиев, Роман Лазаревич
Роман Лазаревич Илиев (10 июня 1984, Бессергеновка (Неклиновский район) Ростовской области) — российский общественный деятель и спортивный функционер. Глава Федерации сумо России.

## Биография
В 2005 году окончил МГИМО МИД РФ по специальности «международные отношения», а затем аспирантуру на кафедре конституционного права МГИМО. Председатель Совета директоров инвестиционной компании RedStone Capital, соучредитель ряда компаний, связанных с бизнесом ГК «Киевская площадь».
С 2017 года возглавляет попечительский совет фонда «Здоровые дети — Здоровой планете». Является президентом фонда по изучению гражданского общества и человеческого капитала «Синергетика».

## Спортивная карьера
С 2016 года возглавляет попечительский совет Комитета национальных и неолимпийских видов спорта (КННВС). Входит в состав президиума Международной федерации спортивного туризма (МФСТ). Занимается развитием авиационных видов спорта: высшего пилотажа на планерах и авиационных гонок «Формула-1».
31 марта 2019 года избран президентом Федерации сумо России. 
Своим приоритетом на должности президента Федерации сумо России Роман Илиев назвал включение сумо в число олимпийских видов спорта. Под руководством Илиева в 2019 году были проведены две матчевые встречи между сборными командами по сумо России и Японии: в рамках Всероссийского Олимпийского дня в московских Лужниках и ВЭФ-2019 во Владивостоке в 2019 году. 
В 2019 году Россия приняла Кубок Европы по сумо 2019 и получила право провести Чемпионат мира по сумо, намеченный на 2022 год.
23 июля 2021 года избран вице-президентом Европейской Федерации сумо.

## Личная жизнь
Женат, отец трех дочерей, и сына.

## Награды
- Орден ДОСААФ России «За заслуги» III и II степени[2];
- Медаль «90 лет ДОСААФ»[2];
- Медаль «Меценат Тульской области»[2];
- Медаль «За заслуги в развитии национальных и неолимпийских видов спорта»[2];
- Золотая медаль Комитета национальных и неолимпийских видов спорта России[2].

Имеет благодарности Министра спорта Российской Федерации, Олимпийского комитета России.